# Finch
Finch es una banda estadounidense de Post-hardcore formada en Temecula, California en 1999. En el año 2001 Finch lanza el EP llamado “Falling into Place” sorprende a la escena de rock alternativo con un sonido potente. Luego de un cierto reconocimientos en los medios, muchas revistas los relacionaron con el sonido Punk rock (año 2001 fue un año donde todo lo que salía era denominado “punk”).
El año 2002 lanzan su primer larga duración llamado “What it is to burn”, que es catalogado uno de los mejores discos del año 2002 el cual demarca y muestra que su sonido no era Punk Rock, y que es mucho más cercano al Post-Hardcore, screamo y el Rock Alternativo.
De este álbum Finch lanzó dos vídeos : What it is to burn y Letters to you. La primera fue de gran éxito en Estados Unidos y la segunda en Inglaterra. Para muchos “What it is to burn”, es catalogado como el mejor disco de la banda hasta el día de hoy. 
En 2005, Say Hello To Sunshine marcó el regreso del grupo con el sencillo "Bitemarks and Bloodstains", sin embargo con algunos problemas como el cambio de disquera, retraso en las grabaciones y la salida del baterista y miembro fundador del grupo, Alex Pappas. En febrero de 2006 la banda anunció una separación indefinida, iniciando sus componentes distintos proyectos paralelos (como el proyecto que años más tarde realizó Nate Barcalow -vocalista de Finch- llamado Earthbound Ghost). El 23 de noviembre de 2007 finalizaron oficialmente dicha separación con un concierto en el Glasshouse en Pomona, California. En enero de 2008 comenzaron una gira por los Estados Unidos. Se separaron en diciembre del 2010 al fallar en la materialización de su tercer álbum. En octubre del 2012, Finch anunció que harían una gira por el aniversario de What It Is to Burn con toda la alineación original,  sólo que el bajista será substituido por Daniel Wonacott.
Lo que se anunció como un solitario show de aniversario en su natal California se convirtió en una gira de aniversario que los llevó a gran parte de Estados Unidos y Londres. Fue tal el éxito de la gira de aniversario que el grupo decidió lanzar un DVD de agradecimiento con el disco tocado en su totalidad y que fue en enero de este año.
Tras esto el año 2014 la banda por medio de su Facebook Oficial anuncia que la banda con su formación original vuelta en la escena musical y darle continuidad a sus dos discos que para muchos son materiales clásicos, al revelarse que su ansiado tercer álbum será lanzado a finales de este año y cuyo primer sencillo se espera para junio, la banda ha firmado con el sello Razor & Tie y el disco nuevo está siendo producido por Brian Virtue (Deftones, 30 seconds to mars, Audioslave). Unas semanas después la banda confirma el nombre del disco "Back to Oblivion”, el cual en su portada muestra la escultura Mano del desierto ubicada a 75 km al sur de la ciudad de Antofagasta, Chile. El lanzamiento del disco tiene fecha para el 30 de septiembre de 2014.

## Discografía
| Año  | Álbum                                | Tipo    | Discográfica                |
| ---- | ------------------------------------ | ------- | --------------------------- |
| 2001 | Falling into Place                   | EP      | Drive-Thru Records          |
| 2002 | What It Is to Burn                   | Álbum   | Drive-Thru Records          |
| 2005 | Say Hello to Sunshine                | Álbum   | Drive-Thru Records / Geffen |
| 2008 | Homónimo (Finch)                     | EP      | Independiente               |
| 2009 | A Far Cry From Home (Tokyo)          | En vivo | Independiente               |
| 2010 | Epilogue                             | EP      | Independiente               |
| 2014 | What It Is To Burn - X Live (CD-DVD) | En vivo | Tragic Hero Records         |
| 2014 | Back to Oblivion                     | Álbum   | Razor & Tie Recordings      |

## Integrantes
- Nate Barcalow - vocalista
- Randy "R2K" Strohmeyer - guitarra y coros
- Alex "Grizz" Linares - guitarra y coros
- Alex Pappas - batería y percusión
- Daniel Wonacott - bajo

### Integrantes pasados
- Drew Marcogliese  - batería original
- Derek Doherty - bajo original
- Mark Allen - batería y percusión